# Lametasaurus
Lametasaurus là một chi khủng long, được Matley mô tả khoa học năm 1923.